# Gibraltar International 1993
Die Gibraltar International 1993 im Badminton fanden Ende April 1993 statt.

## Medaillengewinner
| Disziplin    | Gold                         | Silber                      | Bronze                             |
| ------------ | ---------------------------- | --------------------------- | ---------------------------------- |
| Herreneinzel | Kelvin Edwards               | Paul Steel                  | Daniel García                      |
| Herreneinzel | Kelvin Edwards               | Paul Steel                  | Manuel Jimenez                     |
| Dameneinzel  | Julie Stevenson              | Johanne Evans               | Melissa Sene                       |
| Dameneinzel  | Julie Stevenson              | Johanne Evans               | Nicki Smith                        |
| Herrendoppel | Russell Hogg Paul Hutchinson | Kelvin Edwards Paul Ruthven | Jorge Garrido José Antonio Torres  |
| Herrendoppel | Russell Hogg Paul Hutchinson | Kelvin Edwards Paul Ruthven | Chris Gomez Terry Heslin           |
| Damendoppel  | Julie Stevenson Sue Tromp    | Maggie Bowen Nicki Smith    | Susana Fidalgo Marina Garvi        |
| Damendoppel  | Julie Stevenson Sue Tromp    | Maggie Bowen Nicki Smith    | Jasmine Infante Reyes Melissa Sene |
| Mixed        | Russell Hogg Julie Stevenson | Paul Steel Sue Tromp        | Gary Reid Melissa Sene             |
| Mixed        | Russell Hogg Julie Stevenson | Paul Steel Sue Tromp        | Kelvin Edwards Johanne Evans       |